# Никольское (Даниловский район)
Никольское — село в Даниловском районе Ярославской области. Входит в состав Середского сельского поселения, центр Никольского сельского округа.

## География
Расположено в 5 км на юго-восток от центра поселения села Середа и в 34 км на юго-восток от райцентра города Данилова.

## История
Каменный храм в селе был построен в 1822 году на средства Екатерины Николаевны Нарышкиной. Престолов было три: Вознесения Господня; Святой Мученицы Татианы Римской и Святителя и Чудотворца Николая.
В конце XIX — начале XX века село входило в состав Середской волости Даниловского уезда Ярославской губернии.
С 1929 года село являлось центром Никольского сельсовета Даниловского района, в 1944—1959 годах — в составе Середского района, с 2005 года — в составе Середского сельского поселения.

## Население
| 1859 | 2002 | 2007 | 2010 |
| ---- | ---- | ---- | ---- |
| 141  | ↘12  | ↗15  | ↘11  |

### Известные жители
- Лилеев, Михаил Иванович (1849—1911) — церковный историк, педагог, Нежинский городской голова (1904—1908).

## Достопримечательности
В селе расположена недействующая Церковь Вознесения Господня (1822).